# 鄺恩榮
鄺恩榮（？年—？年），字流光，籍贯广东香山县黃梁鎮小濠涌（今珠海市）人，清朝政治人物，清朝末科武進士出身。

## 簡歷
光緒十九年（1893年）癸巳恩科武舉人，光绪二十四年（1898年）戊戌科二甲第四名武進士，授職三等侍衛。後進入南洋大學堂深造畢業。